# Березники (Амурская область)
Березники или Березняки — упразднённое село в Белогорском районе Амурской области России. На моент упразднения входило в состав Пригородного сельсовета. Исключено из учётных данных в 1988 году.

## География
Село располагалось севернее пади Шпортюкова, на расстоянии примерно 4,5 километра (по прямой) к востоку от села Новоназаровка.

## История
Решением Исполнительного комитета Амурского областного Совета народных депутатов от 27 июля 1966 г. № 453 зарегистрирован и присвоено наименование населённому пункту 3-е отделение Белогорского совхоза — село Березники.
Решением Амурского исполкома от 20 января 1988 года № 14, село Березняки исключено из учётных данных.

## Инфраструктура
Основа экономики — сельское хозяйство .

## Транспорт
Просёлочная дорога.